# さかな (バンド)
さかな（SAKANA）はポコペンと西脇一弘が中心となって結成されたバンド。

## メンバー
- ポコペン（冨田綾子）（Vocal,Guitar） - 元GO-BANG'S。
- 西脇一弘（Guitar） - 元THE GOD。画家、絵本作家としても活動。

## 元メンバー
- 本間正一（Piano）
- 林山人（Drums）
- POP鈴木（Drums） - 絶望の友、スカート、前野健太とデビッド・ボウイたち
- 勝井祐二（Violin） - ROVO

## 略歴
高校を卒業した翌年、1983年夏に西脇、本間、林の3人で「さかな」を結成。初ライブは目黒キャットシティ。本間と林が脱退し、西脇はTHE GODのサポートを4年続ける。1987年末のTHE GODとギャザースの対バンで西脇がポコペンと出会い意気投合。以後数回のメンバーチェンジを経て、現在はポコペンと西脇のデュオで活動を続けている。ゆらゆら帝国の坂本慎太郎やクラムボンの原田郁子などから、高い評価を得ている。
2018年12月28日に東京・下北沢leteでラストライブを開催し活動終了した。活動終了の理由は「34年分ありますからとても言葉にはなりません。それは私たち2人にしか解らない事です」と述べていた。

## ディスコグラフィー

### さかな/sakana名義
- 洗濯女（1988年）
- マッチを擦る（1990年）
- 水（1990年）
- 夏（1991年）
- ワールド・ランゲージ（1991年）
- ポートレイト（1994年）
- 光線（1994年）
- MY DEAR（1997年）
- LITTLE SWALLOW（1998年）
- welcome（1999年）
- BLIND MOON EP（2000年）- シングル
- BLIND MOON（2000年）
- ONE MORE DOLLAR（2003年）- カバー・シングル
- LOCOMOTION（2004年）
- Sunday Clothes（2006年）
- Campolano（2011年）

### その他の作品
- 森（1992年）- 西脇一弘ソロ
- 小さな家（1993年）- 西脇一弘ソロ
- ボンジュール・ムッシュ・サムデイ（1993年）- ポコペンソロ
- ハードなハッカ（1993年）- CAMERA（ポコペン、西脇の別バンド）の作品
- Sunny Spot Lane（2003年）- Pocopen & Nishiwaki名義
- SONGS OF SAKANA〜いろんな場所に君を連れていきたい（2006年）- 朝日美穂、青山陽一などが参加したトリビュートアルバム
- tingatinga song（2014年）- ポコペンソロ